# Laverton Shire
Laverton Shire är en kommun i regionen Goldfields-Esperance i Western Australia. Kommunen har en yta på 179 798 km², och en folkmängd på 1 227 enligt 2011 års folkräkning. Huvudort är Laverton.